# Firefox
Firefox, pełna nazwa Mozilla Firefox – wieloplatformowa przeglądarka internetowa o otwartym kodzie źródłowym oparta na silniku Gecko, stworzona i rozwijana przez Mozilla Foundation, Mozilla Corporation oraz wolontariuszy. Rozpowszechniana jest na licencji MPL.

## Nazwa
Projekt, z którego wyłonił się Firefox, początkowo funkcjonował pod kodową nazwą m/b (mozilla/browser). 23 września 2002 przeglądarka została wydana pod nazwą Phoenix (od mitycznego feniksa) i rozpoczęły się jej publiczne testy.
Po raz pierwszy nazwę przeglądarki zmieniono 14 kwietnia 2003. Z powodu konfliktu nazw oprogramowania Mozilli i Phoenix Technologies, producenta BIOS, Phoeniksa przemianowano na Firebirda. Wywołało to mieszane reakcje użytkowników, a wątpliwości pojawiły się, gdy okazało się, że tę nazwę nosi już system zarządzania bazami danych Firebird (dystrybuowany zresztą na licencji Mozilla Public License). W celu uniknięcia pomyłek w nazewnictwie Fundacja Mozilla zdecydowała, że jedyną i oficjalną nazwą nowej przeglądarki będzie Mozilla Firebird. Jednak pod presją społeczności FLOSS, naciskającej na kolejną zmianę, 9 lutego 2004 obowiązującą nazwą stała się Mozilla Firefox, a krócej Firefox.
Ostateczna nazwa przeglądarki pochodzi od angielskiego tłumaczenia chińskiej nazwy pandki rudej (火狐, hǔo hú), która w potocznym języku chińskim oznacza dosłownie „ognisty lis” (często także w odniesieniu do zwykłego lisa). Nazwa firefox – zamiast właściwej nazwy (red panda lub lesser panda) – znalazła się na stronie internetowej Wellington Zoo, choć w języku angielskim jako określenie tego zwierzęcia nie jest popularna. Dopiero twórcy przeglądarki rozpowszechnili termin firefox w znaczeniu „pandka ruda” (panda mała); mimo to autor logo Firefoksa ostatecznie umieścił w nim lisa, choć pierwotnie zamierzał pandkę rudą.
Mozilla zarejestrowała nazwę Firefox jako zastrzeżony znak handlowy. Twórcy przeglądarki zaznaczają, że preferowanym skrótem nazwy jest „Fx” lub „fx”, jednak na świecie bardzo często używany jest skrót „FF” lub „ff”.

## Rozwój
Prace nad projektem rozpoczęto w 2002. Celem przyświecającym powstaniu Firefoksa było stworzenie nowej przeglądarki internetowej (oddzielnie od zintegrowanego pakietu Mozilla Suite). Programiści z całego świata postawili sobie za cel zaprojektowanie aplikacji nie obciążającej zbytnio komputera i łatwej do pobrania poprzez Internet. Miała być szybka i przyjazna dla użytkownika, a struktura projektu miała ułatwiać jego rozwijanie (początkowo program miał mieć tylko najważniejsze opcje, by dzięki rozszerzeniom możliwe było jego rozbudowywanie według potrzeb i chęci). Z czasem Firefox stał się najważniejszym projektem tworzonym przez Korporację Mozilla.

### Wersja 1.0
Wersja 1.0 została wydana 9 listopada 2004. Miała interfejs z wyszukiwarką, przeglądanie w kartach.

### Wersja 1.5
Po serii poprawek stabilności i bezpieczeństwa, 29 listopada 2005 Mozilla Foundation wydała pierwszą dużą aktualizację przeglądarki do wersji 1.5. Mozilla Firefox 1.5.0.12 jest ostatnią wersją oficjalnie obsługującą system operacyjny Windows 95.

### Wersja 2.0

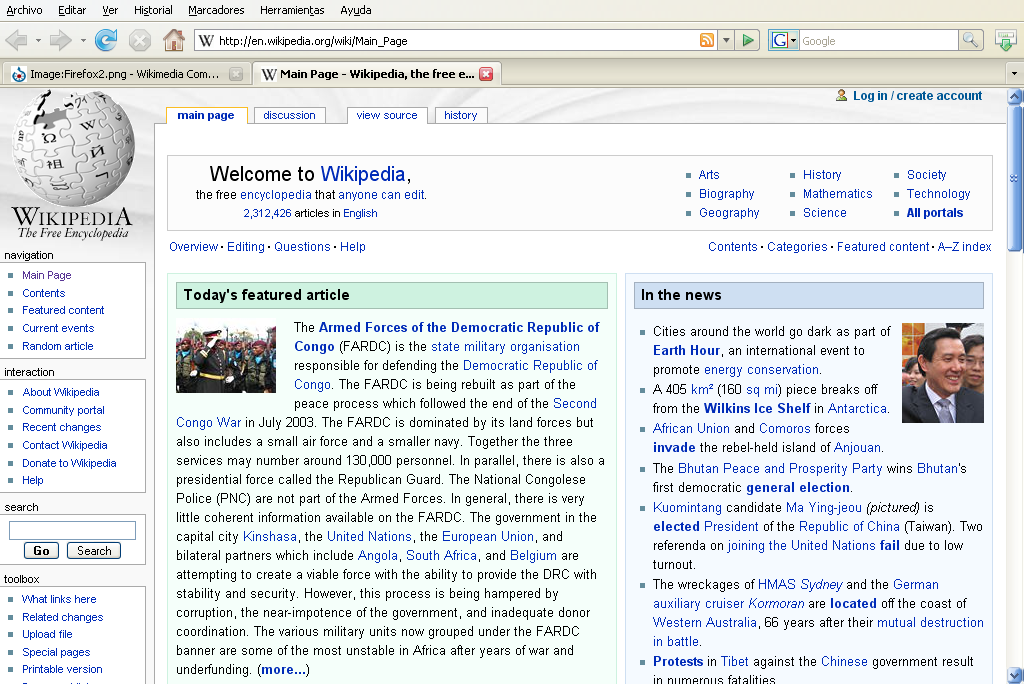
Mozilla Firefox 2.0.0.6 uruchomiony pod Windows XP

22 marca 2006 została wydana wersja alpha 1 przeglądarki Mozilla Firefox 2 z silnikiem Gecko 1.8.1.
Finalna wersja przeglądarki została wydana 24 października 2006. Wśród nowości znalazła się między innymi ulepszona obsługa SVG i JavaScriptu 1.7 oraz odświeżony interfejs.
Druga wersja przeglądarki jest ostatnią wersją działającą na systemach Windows 98 i Windows NT 4.0, a także OS X 10.2 i OS X 10.3.
Użytkownicy korzystający z wersji 2.0.0.16 będą mogli zaktualizować przeglądarkę do wersji 3.0 poprzez wbudowane aktualizacje. Wsparcie dla Firefoksa 2 zakończyło się 18 grudnia 2008, wydaniem wersji ostatecznej, 2.0.0.20.

### Wersja 3.0

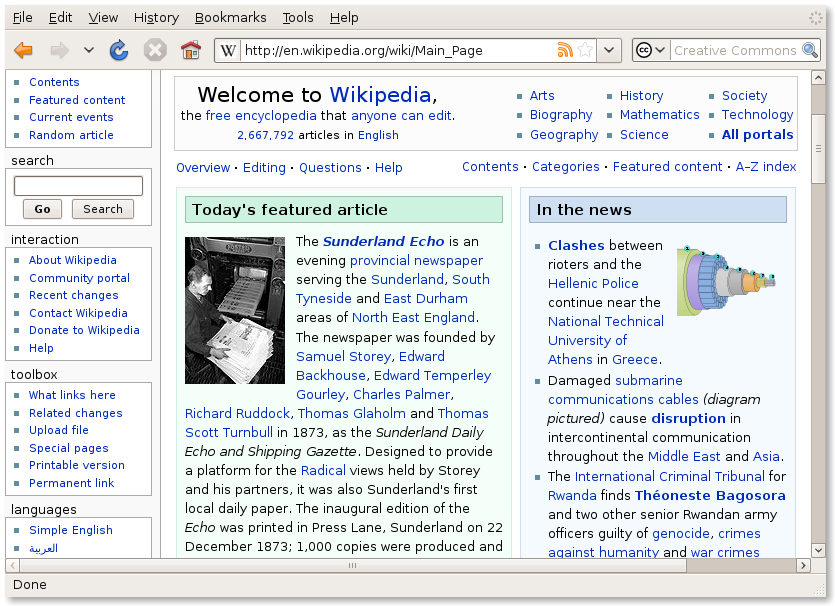
Mozilla Firefox 3.0 w Ubuntu

Rozwojowa wersja 3.0 nosiła nazwę kodową Gran Paradiso, pierwsze wydania, aż do wersji 3 alpha 1 (wydanej 6 grudnia 2006) nosiły nazwę Minefield. Gran Paradiso – identycznie jak w przypadku innych kodowych nazw Firefoksa – jest nazwą autentycznego miejsca – pasma górskiego w Alpach Graickich.
Najpoważniejszymi zmianami w wersji trzeciej są: implementacja silnika Gecko 1.9, ujednolicenie i lepsza wydajność wyświetlania elementów graficznych przy użyciu biblioteki cairo. Firefox 3 jest pierwszą oficjalną wersją przeglądarki Mozilli, która w pełni przechodzi test Acid2. To również pierwsza oficjalna wersja nie działająca na systemach Windows 95, Windows 98, Windows NT i Windows Me, ze względu na brak wsparcia dla tych systemów ze strony Microsoftu. W wersji na komputery Mac, wymaganym systemem operacyjnym jest OS X 10.4 lub nowszy, w zamian umożliwiając lepszą integrację z własnym środowiskiem graficznym.
Z bardziej widocznych zmian, usprawniony został menedżer pobierania plików, z uwzględnieniem możliwości wyszukiwania w historii. Wtyczki i dodatki są w tej wersji zarządzane przez nowy menedżer dodatków. Drobnej modyfikacji poddany został również mechanizm zapamiętywania haseł – wyskakujące okienko, za pomocą którego użytkownik mógł wybrać, czy dane użyte do logowania mają być zapamiętane, zostało zamienione na pasek wyboru nie blokujący interakcji ze stroną. Zmienił się również sposób podpowiadania użytkownikowi adresu strony – po wpisaniu pierwszych znaków generowana jest lista na podstawie historii odwiedzin, ich częstości oraz na podstawie dodanych wcześniej zakładek.
Firefox 3 w pełni obsługuje kontrowersyjny atrybut ping (zobacz więcej w oddzielnej sekcji).
Z okazji wydania Firefoksa 3.0 zespół programistów Internet Explorera wysłał Mozilli tort z gratulacjami, podobnie jak po premierze Firefox 2.

### Wersja 3.5

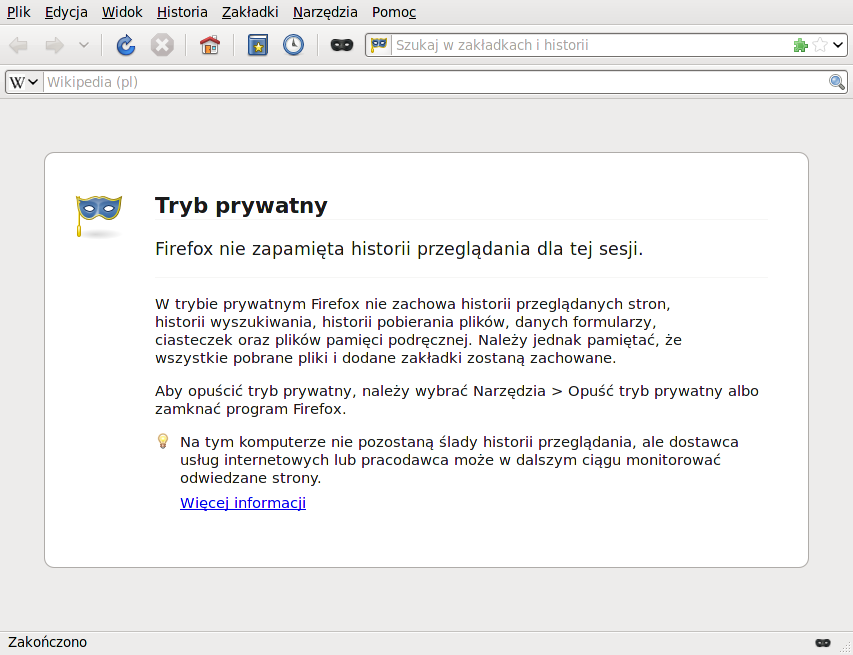
Tryb prywatny w Firefoksie 3.5

Wersja 3.5, o nazwie kodowej Shiretoko, została zaplanowana głównie w celu włączenia obsługi znaczników <video> i <audio> zdefiniowanych w specyfikacji HTML5, a także cross-site XMLHttpRequest pozwalającego na budowanie bardziej złożonych aplikacji sieciowych i łatwiejszą implementację mashupów. Prawdopodobnie załączona zostanie także własna obsługa JSON DOM wraz z pełną obsługą CSS3 Selectors.
Firefox 3.5 wykorzystuje silnik Gecko 1.9.1 zawierający kilka dodatkowych funkcji, których nie miało wydanie 3.0. W wersji beta 2 pojawił się „tryb prywatny” pozwalający na przeglądanie internetu bez zostawiania jakiegokolwiek śladu w komputerze użytkownika. Firefox 3.5 zawiera także obsługę geolokalizacji, opierającej się na danych wymienianych z Google (do Google są wysyłane m.in. sztuczny unikalny identyfikator, odświeżany co dwa tygodnie i zachowywany przez przeglądarkę oraz identyfikatory pobliskich urządzeń bezprzewodowych).
Deweloperzy Mozilli zmienili numer z 3.1 na 3.5 przy wersji Beta 4, aby zwrócić uwagę na znaczne zmiany, jakie zostały wprowadzone w tej wersji.

### Wersja 3.6

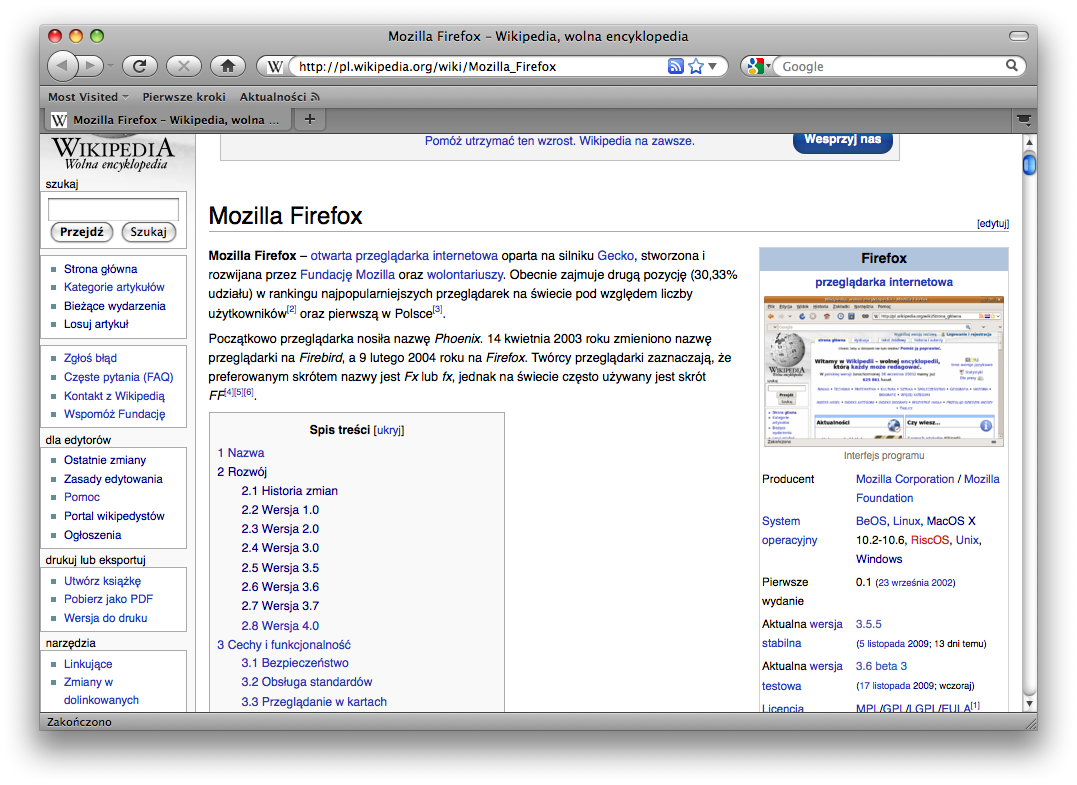
Wersja 3.6 beta 3 przeglądarki Mozilla Firefox uruchomiona na macOS

Wydanie następne po Firefoksie 3.1 (teraz nazywanym 3.5) miało pierwotnie nosić oznaczenie 3.2. Deweloper Mozilli, Mike Shaver, ogłosił, że od tego czasu wersja ta będzie miała numer 3.6. Zwrócił jednak uwagę, że oznaczenie to jest tymczasowe i może okazać się, że numer ów się jeszcze zwiększy. Nazwą kodową tej wersji jest „Namoroka”. Jej rozwój rozpoczął się 1 grudnia 2008. Ostatecznie wersja 3.6 wydana została 21 stycznia 2010. Używa ona silnika Gecko 1.9.2 na platformie Mozilla 2. W wersji tej zawartych jest parę znaczących usprawnień interfejsu w szczególności nowy sposób przełączania kart, który został usunięty z wersji 3.1 beta 2 oraz własna obsługa dla skórek Personas (w poprzednich wersjach dostępna jako rozszerzenie). Firefox 3.6 obsługuje także parę nowości związanych z Windows 7: aero shake, jump list oraz pasek postępu na pasku zadań.

#### Project Lorentz

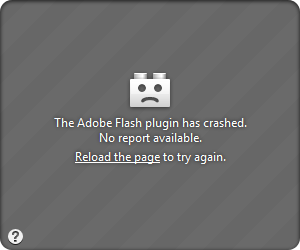
Wtyczka Adobe Flash po awarii

W wersji 3.6.4 Firefoksa Mozilla po raz pierwszy do tak zwanej „małej” aktualizacji dołączyła nową funkcję (nie zaś tylko poprawki błędów). Jest to mechanizm OOPP („Out-Of-Process-Plugins”, pol. „wtyczki pozaprocesowe”) rozwijany wcześniej w ramach projektu Lorentz. Wprowadza on izolację trzech popularnych wtyczek (Adobe Flash, Microsoft Silverlight i Apple Quicktime) od głównego procesu przeglądarki; dzięki temu awaria którejś z nich nie wyłączy przeglądarki.
Mechanizm OOPP został włączony jedynie w wersjach Firefoksa na systemy Windows oraz Linux; implementacja dla OS X w wersji 10.6 i wyższych pojawi się w przyszłych wersjach przeglądarki; wersja 10.5 i wcześniejsze nie będą obsługiwane. W Firefoksie 3.6.4 OOPP jest domyślnie wyłączone dla pozostałych wtyczek; kolejna „duża” wersja ma aktywować ów mechanizm również dla innych wtyczek.

### Wersja 4.0

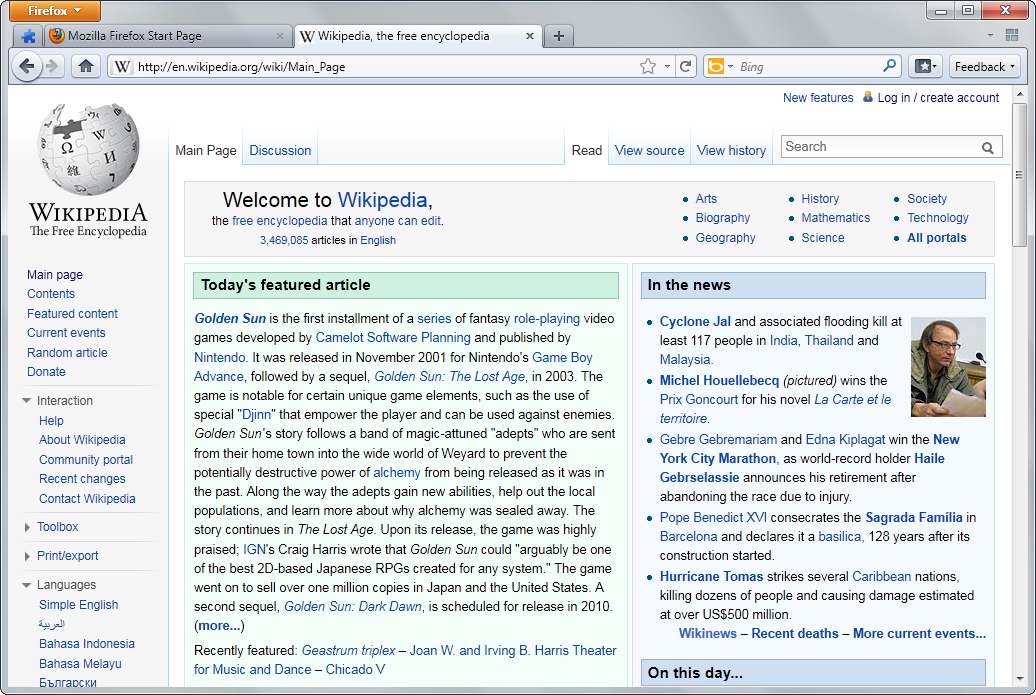
Wersja 4.0 beta 7 przeglądarki Mozilla Firefox

17 lipca 2009 Mozilla przedstawiła projekt nowego wyglądu przeglądarki Mozilla Firefox 3.7. Wykorzystuje on efekty przezroczystości w systemach Windows Vista i Windows 7. Szkice nowego interfejsu graficznego zostały również zaprezentowane dla systemów Linux i macOS. Pierwsza wersja alfa edycji 3.7 została wydana 10 lutego 2010, drugą wersję alfa wydano 28 lutego, a trzecią 17 marca. W wersji alfa 3 wprowadzono usprawnienia w przetwarzaniu JavaScriptu, wiele ulepszeń dotyczących wydajności, stabilności i bezpieczeństwa, lepsza obsługa HTML5, CSS, DOM i SVG, obsługę WebGL i Direct2D. Zostały dodane nowe ikony paska nawigacji. Firefox 3.7 miał być wydany późną jesienią i używać silnika Gecko w wersji 1.9.3.
15 stycznia 2010 Mike Beltzner, szef prac nad Firefoksem wypowiedział się na temat posta na blogu mówiącego o tym, że Mozilla jednak nie wyda wersji 3.7 z powodu rzekomego wprowadzenia nowej polityki przedsiębiorstwa w sprawie wydawania wersji Firefoksa. Beltzner stwierdził, że „plotki jakoby wydanie 3.7 miało zostać porzucone są mocno przesadzone.” Napisał on, że nie jest istotne, jaki numer będzie nosiła nowa edycja Firefoksa (tu: 3.7 czy 4.0), ale jaką funkcjonalność będzie reprezentować. Niektóre z proponowanych wcześniej dla wersji 3.7 usprawnień mogą zostać wprowadzone nawet wcześniej, jak stało się z mechanizmem Out-Of-Process-Plugins (OOPP), który dodano już do Firefoksa 3.6.4.
Firefox 4.0 został wydany 22 marca 2011. Mozilla wykorzystała w nim silnik Gecko w wersji 2.0, w którym poprawiono obsługę HTML5, CSS3, WebM i WebGL.
Pierwsze prototypy nowego interfejsu dla systemów Windows, macOS i Linux zostały zaprezentowane w lipcu 2009. Wśród nowości znajdą się m.in. menadżer kont, przebudowany menadżer rozszerzeń, karty aplikacji, integracja z Firefox Sync, obsługa ekranów multidotykowych oraz 64-bitowa wersja przeglądarki dla systemu macOS.
13 października 2006 Brendan Eich napisał o planach dla Mozilli 2. Te zmiany obejmują usunięcie XPCOM API, przełączanie do standardowego języka C++, JIT z JavaScript 2 (znany jako projekt Tamarin), narzędzie czasu uruchomienia i kontroli bezpieczeństwa. Zapowiedziano również, że obsługa protokołu Gopher zostanie domyślnie usunięta.

### Szybsze wydania nowych wersji

#### Firefox
Mozilla wydała wersję 5.0 21 czerwca 2011. Była to pierwsza wersja wydana w ramach planu szybszego wydawania nowych wersji zapowiedzianego na początku 2011 roku. Wersje 6.0 i 7.0 ukazały się kolejno 13 sierpnia i 27 września 2011.
6 listopada 2011 na serwerach Mozilla pojawiła się wersja 8.0 tej przeglądarki, ale oficjalna premiera miała miejsce dwa dni później, 8 listopada 2011. Jedną z najbardziej widocznych zmian jest nowy ekran wyboru dodatków, który wita użytkownika po pierwszym uruchomieniu programu. Mozilla zdecydowała, że niektóre dodatki, zwłaszcza te instalowane przez inne programy, są problematyczne, mają luki w bezpieczeństwie, spowalniają przeglądarkę podczas startowania i ładowania się stron. Z tych powodów postanowiono nakłonić użytkowników do przejrzenia ich list dodatków. Na ekranie powitalnym rozszerzenia instalowane przez inne programy są domyślnie wyłączone natomiast te instalowane przez samego użytkownika, włączone. Użytkownik może sam zdecydować o losie każdego dodatku.

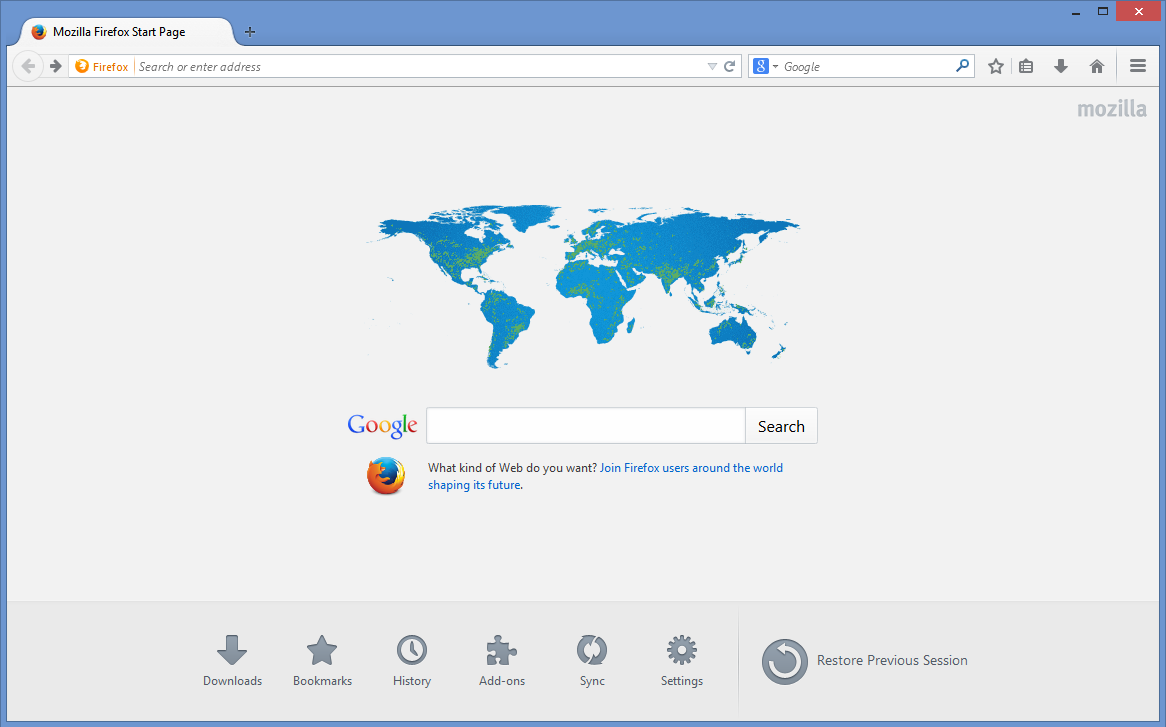
Firefox 29.0 z interfejsem Australis uruchomiony na Windowsie 8.1

Wersja 9.0 ukazała się 21 grudnia 2011, od 31 stycznia 2012 dostępna była wersja 10.0, a 13 marca 2012 Mozilla wydała wersję 11.0. W ciągu kolejnych miesięcy wypuszczała nowe wersje (co ok. 6 tygodni) oznaczone kolejnymi liczbami naturalnymi. W wersji 23.0 zadebiutowało nowe logo, a w 29.0 interfejs Australis. Wersja 57.0 została ogłoszona przełomową i nazwana Quantum. Jedną z wielu zmian jest zupełnie nowy interfejs użytkownika, noszący nazwę Photon, jak również całkowicie nowe logo. W wersji 85 porzucono obsługę Adobe Flash. Najnowsza wersja stabilna – 113.0.2 – została wydana 23 maja 2023 roku.

#### Firefox ESR
Stworzono również wersję o wydłużonym wsparciu technicznym (ang. Extended Support Release), która pod numerem 10 ukazała się 13 marca 2012. Kolejne wersje mają numery: 17, 24, 31, 38, 45, 52, 60, 68, 78, 91 i 102. Najnowsza wersja ESR – 115.10.0 – została wydana 16 kwietnia 2024. roku.

## Licencjonowanie
Kod źródłowy Firefoksa jest wolnym oprogramowaniem, z którego większość jest wydawana na licencji Mozilla Public License w wersji 2.0. Ta licencja umożliwia każdemu przeglądanie, modyfikowanie lub redystrybucję kodu źródłowego. W rezultacie powstało kilka wydanych publicznie aplikacji, takich jak Netscape, Flock, Miro, GNU IceCat, Iceweasel, Songbird, Pale Moon oraz Comodo IceDragon.
W przeszłości Firefox był licencjonowany wyłącznie pod kontrolą MPL w wersji 1.1, którą Free Software Foundation krytykowała za słaby Copyleft, ponieważ licencja jest w ograniczony sposób chroniona prawami autorskimi. Ponadto kod, który jest licencjonowany pod adresem MPL 1.1, nie może legalnie być powiązany z kodem podanym w licencji GPL. Aby rozwiązać te obawy, firma Mozilla ponownie licencjonowała większość wersji Firefoksa w ramach programu tri-licencji MPL 1.1, GPL 2.0 lub LGPL 2.1. Od czasu ponownego licencjonowania deweloperzy mieli swobodę wyboru licencji, na podstawie której otrzymali większość kodu, zgodnie z ich zamierzonym przeznaczeniem: łączność z GPL lub LGPL i ich pochodne, gdy jedna z tych licencji została wybrana lub użycie MPL (w tym możliwość praw autorskich utworów pochodnych), jeśli wybrali MPL. Jednak w dniu 3 stycznia 2012 r. Mozilla wydała zgodny z GPL pakiet MPL 2.0, i wraz z wydaniem Firefoksa 13.0 w dniu 5 czerwca 2012 r., Mozilla użyła go do zastąpienia schematu licencji trójwymiarowej.
Usługa raportowania awarii początkowo była zamknięta, ale została włączona z wersją 3 z programu o nazwie Talkback do otwarto-źródłowego Breakpad (i serwera Socorro).

## Branding i wizualna tożsamość
Szata graficzna wcześniejszych wersji Firebirda i Phoenixa była uznawana za porządną, ale niedorastającą do wielu innych profesjonalnych pakietów oprogramowania. W październiku 2003 r. Steven Garrity, zawodowy projektant interfejsów, napisał artykuł na temat wszystkiego, co uważał za złe w wizualnej tożsamości Mozilli.
Niedługo potem Fundacja Mozilla zaprosiła Garrity’ego do prowadzenia nowego zespołu identyfikacji wizualnej. Uruchomienie Firefoksa 0.8 w lutym 2004 r. wiązało się z wprowadzeniem nowych działań związanych z brandingiem. Wśród nich znalazły się nowe projekty ikon autorstwa silverorange, grupy programistów zajmujących się długotrwałymi relacjami z Mozillą. Ostateczne wizualizacje przez Jona Hicksa, który pracował nad Camino. Logo zostało później zmienione i zaktualizowane, poprawiając kilka wad widocznych podczas jego powiększania. Zwierzę pokazane w logo jest stylizowanym lisem, chociaż „firefox” jest powszechną angielską nazwą pandy rudej. Panda, według Hicksa, „nie przywoływała na myśl odpowiedniego obrazu” i nie była powszechnie znana.
Ikona Firefoksa jest znakiem towarowym służącym do oznaczania Firefoksa w oficjalnej wersji Mozilli i w wersjach budowanych przez oficjalnych partnerów dystrybucyjnych. Z tego powodu dystrybutorzy oprogramowania, którzy dystrybuują zmodyfikowane wersje Firefoksa, nie używają ikony.

Historia logo
Mozilla Phoenix i Firebird (przed stosowaniem nazwy Firefox)
Firefox 0.8 – 0.10 (od 9 lutego 2004 do 8 listopada 2004)
Firefox 1.0 – 3.0 (od 9 listopada 2004 do 29 czerwca 2009)
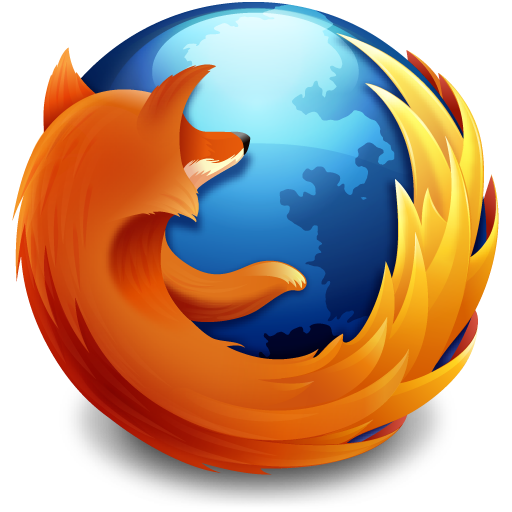
Firefox 3.5 – 22 (od 30 czerwca 2009 do 5 sierpnia 2013)
Firefox 23 – 56 (od 6 sierpnia 2013 do 13 listopada 2017)
Firefox 57 – 69 (od 14 listopada 2017 do 21 października 2019)
Firefox 70 i nowsze (od 22 października 2019)

## Cechy i funkcjonalność

### Bezpieczeństwo
Przeglądarka Firefox obsługuje technologie zabezpieczeń obsługiwane przez większość pozostałych nowoczesnych programów tego typu (szyfrowanie SSL z obsługą certyfikatów, konfigurowalne ustawienia prywatności, ścisła kontrola uprawnień w obiektowym modelu dokumentu, ograniczenia dla języków Javascript i Java). W odróżnieniu od Internet Explorera i podobnie jak wiele konkurujących z nim przeglądarek, produkt Mozilli nie obsługuje kontrowersyjnej technologii ActiveX oraz nie opiera się w równie dużym stopniu na podziale witryn na strefy bezpieczeństwa. Obie te cechy uważane są przez część ekspertów za istotny atut tego programu.
W przeglądarce Mozilli znajdowane jest relatywnie dużo błędów zabezpieczeń, ale są one z reguły mniej poważne, a także są korygowane znacznie szybciej, niż w przypadku produktów przedsiębiorstwa Microsoft; według redaktora Washington Post, użytkownicy Internet Explorera byli narażeni na znane, niezałatane jeszcze ataki przez 284 dni w roku 2006, podczas gdy dla Firefoksa, najdłuższy okres bez dostępnych poprawek wyniósł 9 dni. Na dzień 2009-03-26 w Firefoksie 3.0 była niezałatana 1 z 11 publicznie znanych (według przedsiębiorstwa Secunia) luk bezpieczeństwa.
Fundacja Mozilla oferuje użytkownikom, którzy wykryją krytyczny błąd zabezpieczeń Firefoksa nagrodę w wysokości 3000 dolarów i koszulkę Mozilli. Celem tej kampanii jest zachęcenie ludzi do odnajdywania i zgłaszania wszelkich luk bezpieczeństwa w ich produktach, co – w opinii fundacji – czyni je bardziej bezpiecznymi. W przypadku wersji 3.5, pierwsza luka krytyczna została znaleziona po niecałych trzech tygodniach od premiery.

### Obsługa standardów
Firefox jest w dużym stopniu zgodny z istniejącymi standardami i wytycznymi światowej organizacji W3C – obsługuje nowoczesne technologie takie jak HTML5, XHTML, CSS3, JavaScript, MathML, SVG, XSLT i XPath. Poprawnie wyświetla przezroczystość obrazków w formacie PNG. Pewne elementy ze standardów W3C jednak nie są zaimplementowane lub są zaimplementowane szczątkowo.
Obecnie trwają prace nad niezaimplementowanymi dotąd standardami XForms i XInclude.
Z drugiej strony trwają (zaawansowane) prace nad implementacją specyfikacji stworzonej przez organizację WHATWG (która jest podmiotem niezależnym od W3C). W szczególności planowane jest wdrożenie i domyślne włączenie obsługi kontrowersyjnego atrybutu „ping” w znacznikach <a> oraz <area>, którego jedynym celem jest dodatkowe umożliwienie zainteresowanym podmiotom (np. reklamodawcom internetowym) śledzenia zachowań użytkowników (tj. wybierania przez nich odnośników).
Firefox obsługuje także kilka przestarzałych rozwiązań zastosowanych w Internet Explorerze, by umożliwić względnie poprawne działanie źle napisanych stron. Jest to dość kontrowersyjna decyzja twórców, spora część użytkowników odbiera ją jako odejście od idei szerzenia standardów W3C na rzecz dotarcia do szerszej liczby odbiorców.
W teście Acid3 Firefox 2 uzyskuje 53/100 punktów, a Firefox 3.6 – 94/100.
W Firefoksie jest także zaimplementowany własnościowy (zastrzeżony) protokół od Google nazwany przez to przedsiębiorstwo „safebrowsing” (używany do wymiany danych – pomiędzy Google a przeglądarką – związanych z tzw. „ochroną przed phishingiem/malwarem”), który nie jest otwartym standardem. Jest to w bezpośredniej sprzeczności z Manifestem Mozilli, często cytowanym dokumentem podczas marketingowych zabiegów promujących Firefoksa.

### Przeglądanie w kartach

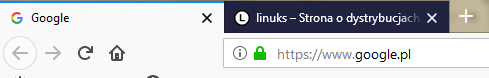
Przeglądanie w kartach w Firefoksie

Program obsługuje wyświetlanie stron w kartach, co pozwala użytkownikowi na wyświetlanie wielu stron w jednym oknie programu. Opcja ta została przejęta z pakietu Mozilla Suite, która z kolei opierała się na rozwiązaniu zastosowanym w rozszerzeniu MultiZilla dla SeaMonkey.
Firefox pozwala na ustawienie wielu stron domowych, poprzez podanie listy adresów oddzielonych pionową kreską (|). Są one automatycznie otwierane w nowych kartach po uruchomieniu przeglądarki. Natomiast kliknięcie na przycisk strona domowa otworzy pierwszą stronę w aktywnej karcie (jak przy pojedynczej stronie domowej), a pozostałe otworzą się w nowych kartach.

### Blokowanie wyskakujących okienek
Firefox zawiera zintegrowany i konfigurowalny system do blokowania wyskakujących okienek. Ta funkcja była w nim zaimplementowana już od wczesnych wersji beta i – do czasu, gdy o podobną opcję wzbogacił się Internet Explorer po instalacji Windows XP Service Pack 2 – była jedną z kart przetargowych Mozilli w starciu z przeglądarką Microsoftu. Domyślnie Firefox blokuje wszystkie wyskakujące okna, można jednak skonfigurować białą listę stron, z której wyskakujące okna blokowane nie będą. Można również wyłączyć blokadę, umożliwiając stronom otwieranie okien lub pozwolić otworzyć wyskakujące okno tymczasowo. System ten potrafi również zablokować okna generowane przez wtyczkę Flasha lub Javy.
Każde zablokowanie okienka powoduje wyświetlenie stosownej informacji, w której można zobaczyć jego adres URL, a także zablokować je lub dodać do białej listy.

### Zintegrowany menedżer pobierania plików

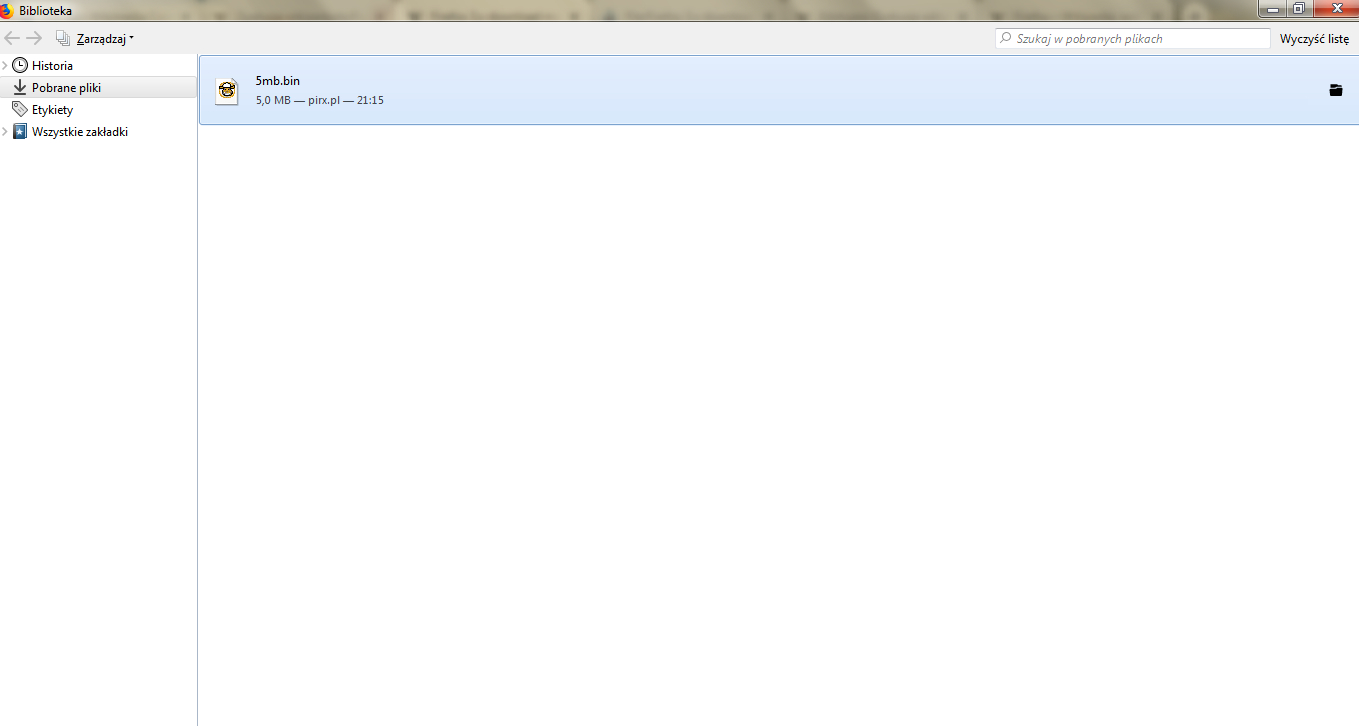
Menedżer pobierania w Firefoksie

Firefox zawiera zintegrowany menedżer pobierania plików. Pobierane pliki mogą być automatycznie otwierane w zależności od typu, bądź też zapisane bezpośrednio na dysk – domyślnie w katalogu użytkownika. Domyślna lokalizacja może być zmieniona na inną, można też nakazać programowi pytanie o katalog zapisu dla każdego pobierania.
W wersji 0.8 wprowadzone zostało ujednolicone okno, zawierające dane o wszystkich, pobieranych plikach. Przed wersją 0.8 każde pobieranie otwierane było w osobnym oknie, niczym w konkurencyjnym Internet Explorerze.

### Integracja z wyszukiwarkami
Firefox ma specjalny pasek wyszukiwania ułatwiający korzystanie z różnych wyszukiwarek za pomocą wtyczek wyszukiwawczych Mycroft (rozwiązanie podobne jak w Mozilla Suite), domyślnie pasek ten zawiera parę podstawowych wtyczek instalowanych razem z przeglądarką (w polskiej wersji są to: Google (domyślnie), polska Wikipedia, Merlin, Allegro, PWN, NetSprint, Polska Biblioteka Internetowa, Wirtualna Polska). Pasek wyszukiwania umożliwia doinstalowanie dowolnych wyszukiwarek oferowanych na stronie domowej Mycroft (ponad 1600 wtyczek wyszukiwawczych; każdy może też tworzyć i dodawać własne).
Zobacz też Mozilla a Google.

### Wykorzystanie wielu rdzeni i procesorów
Firefox był jedną z ostatnich bardzo popularnych przeglądarek, która w systemach wielordzeniowych wykorzystywała tylko jeden rdzeń procesora. Od wersji 57 nazwanej Firefox Quantum jest w stanie równolegle wykorzystywać wiele procesorów, by przyspieszyć ładowanie stron internetowych.

### Silnik Servo
Silnik Gecko ma być stopniowo ulepszany przez dodawanie do niego funkcji silnika Servo.

## Wymagania sprzętowe i systemowe

### Obsługiwane systemy operacyjne
Kod źródłowy przeglądarki dostępny jest na licencji MPL.
Firefox jest oficjalnie dostępny dla następujących systemów operacyjnych:
- Windows
- macOS
- Linux
- Android
- iOS
- Firefox OS.

Począwszy od wersji 3, Firefox nie obsługuje rodziny systemów Windows 9x (czyli Windows 95, 98 oraz ME). Obsługa tych systemów została porzucona ze względu na wprowadzenie nowego podsystemu graficznego (Cairo) oraz braku wsparcia Microsoftu dla tych systemów. W czerwcu 2018 Mozilla wydała ostatnią wersję poprawkową na Windows XP i tym samym Firefox 52 (ESR) był ostatnią aktualizacją. Podobna decyzja zapadła w 2023 roku dla Windows 7, dla którego pełne wsparcie kończy się na wersji 115 (z krytycznymi poprawkami wydawanymi w edycji ESR do września 2024 roku).
Wersje dla innych systemów operacyjnych rozwijane są przez osoby spoza Mozilla Foundation. Przeglądarka Firefox dostępna jest na platformę Amiga, Solaris (x86 i SPARC), OS/2, AIX, Haiku, FreeBSD i OpenBSD.
W latach 2018–2020 Mozilla testowała nową przeglądarkę na Androida – Fenix – opartą na GeckoView. Początkowo nie było oficjalnego stanowiska Mozilli na temat tego jak będzie wyglądała migracja z ówczesnego irefoksa dla Android (Fennec) do nowej przeglądarki. Ostatecznie nowy Firefox oparty na GeckoView został wydany na Androida w sierpniu 2020 roku. Nowa wersja, poza zmianą silnika na szybszy, wprowadziła między innymi możliwość ustawienia paska narzędziowego na dole lub na górze (wedle preferencji) oraz domyślnie włączony tryb ochrony przed śledzeniem. W grudniu 2023 roku Mozilla otworzyła możliwość instalowania setek rozszerzeń do przeglądarki mobilnej (tzw. addons lub WebExtensions).

### Windows
- system operacyjny: Windows 10 lub nowszy[79]
- procesor: 1 GHZ lub szybszy
- RAM: 1 GB lub więcej, 2 GB dla wersji 64-bitowej
- wolne miejsce na dysku: 500 MB lub więcej.

### macOS
- system operacyjny: macOS 10.15 lub nowszy
- procesor: firmy Intel (x86-64) lub Apple silicon
- RAM: 512 MB lub więcej
- wolne miejsce na dysku: 200 MB lub więcej.

### Linux
Następujące biblioteki lub pakiety są wymagane:
- glibc 2.17 lub nowsza
- GTK+ 3.14 lub nowsza
- libstdc++ 4.8.1 lub nowsza
- X.Org 1.0 lub nowsza (rekomendowana 1.7 lub nowsza).

Dla uzyskania optymalnej funkcjonalności zaleca się dodatkowo używać następujących bibliotek lub pakietów:
- D-Bus 1.0 lub nowszy
- GNOME 2.16 lub nowszy
- NetworkManager(inne języki) 0.7 lub nowszy
- PulseAudio.

## Dodatki
Istnieją trzy rodzaje dodatków do Firefoksa: są to rozszerzenia, motywy i wtyczki. Pierwsze dwa można dowolnie wyłączać, włączać i usuwać z poziomu przeglądarki, wtyczki można usuwać jedynie bezpośrednio z folderu instalacji Firefoksa. Jako dodatki można również zaliczyć wyszukiwarkę (a dokładniej funkcje ich dodawania), jednak oficjalnie się jej do nich nie dodaje.

### Motywy
Firefox obsługuje tzw. „motywy” – inaczej skórki, będące tematami graficznymi pozwalającymi na zmianę wyglądu interfejsu (ikony + kolorystyka). Motywy są spakowanymi archiwami, zawierającymi arkusz stylów CSS i pliki graficzne. Można je instalować bezpośrednio ze strony www dzięki specjalnie utworzonym skryptom JavaScript. Niedogodnością jest konieczność zrestartowania przeglądarki w celu zastosowania zainstalowanego już motywu. Problem ten rozwiązano częściowo wprowadzając „Minimotywy” (ang. Personas), które jednak umożliwiają tylko zmianę tła okna.

### Rozszerzenia
Funkcjonalność programu można zwiększać za pomocą rozszerzeń – są to instalowane dodatkowo moduły: od najprostszych – w niewielkim stopniu modyfikujących pracę przeglądarki, aż po rozbudowane, złożone, zewnętrzne aplikacje.
Firefox jest przeglądarką, która w bardzo szerokim zakresie daje się dostosować do potrzeb użytkownika. Dzięki rozszerzeniom można wzbogacić ją o obsługę gestów myszy, blokowanie reklam, grafiki, animacji Flash, narzędzia dla webmasterów, zaawansowane zarządzanie kartami, integrację z zewnętrznymi aplikacjami i wiele innych. Kilka innych projektów fundacji Mozilla takich jak ChatZilla i Kalendarz zostało zaimplementowanych jako rozszerzenia do Firefoksa (tzw. moduły).
Typowe rozszerzenie ma rozmiar od kilku do kilkunastu megabajtów. Rozszerzenia zawierają deklarację, z jakimi wersjami Firefoksa są kompatybilne. Przeglądarka w innej wersji niż zadeklarowana w rozszerzeniu nie zainstaluje rozszerzenia. Po zaktualizowaniu przeglądarki rozszerzenia zadeklarowane jako niekompatybilne są automatyczne wyłączane i konieczne jest oczekiwanie na zaktualizowaną wersję rozszerzenia. Czasami aktualizacja rozszerzenia polega jedynie na zmianie deklaracji zgodności. Witryny udostępniające rozszerzenia zwykle podają zakres wersji Firefoksa, z którymi będzie w stanie poprawnie współpracować.
Osobną kwestią jest sprawa bezpieczeństwa przy instalacji rozszerzeń, ponieważ teoretycznie możliwe jest zainstalowanie takiego, którego autorzy próbują wykraść prywatne dane z komputera lub – co gorsza – uszkodzić niektóre kluczowe funkcje lub stworzyć lukę bezpieczeństwa.
W celu przeciwdziałania ewentualnym skutkom, twórcy rozszerzeń udostępniają białe listy stron zaufanych, oferujących rzetelne i sprawdzone oprogramowanie. Zabezpieczeniem ze strony programu jest zablokowanie na okres 5 sekund przycisku instalacji rozszerzenia, co zmniejsza ryzyko przypadkowego jej rozpoczęcia, bez zaznajomienia się z komunikatem o bezpieczeństwie i adresem serwisu udostępniającego dany dodatek.
Aby włączyć, wyłączyć lub odinstalować rozszerzenie niezbędne jest zrestartowanie programu. Jest to jeden z większych mankamentów Firefoksa.
Rozszerzenia nie zawsze dodają nową funkcjonalność. Część z nich, jak np. Download Manager Tweak (zmieniające wygląd menedżera pobierania plików), ulepsza istniejące już funkcje.
W serwisie Mozilla Add-ons dostępnych jest ponad 1900 rozszerzeń (stan na wrzesień 2006), podzielonych na 19 kategorii – najwięcej dodatków zawierają kategorie: różne, nawigacja (po witrynach), narzędzia wyszukiwawcze, integracja (z usługami) witryn, narzędzia deweloperskie. Jedynie niewielka część rozszerzeń jest tłumaczona przez internautów skupionych wokół Polskiej Bazy Rozszerzeń. Alternatywą pozostaje korzystanie z anglojęzycznych wersji rozszerzeń, które bez problemu współpracują z polską wersją przeglądarki.

### Wtyczki
Wtyczki to dodatki potrzebne do poprawnego przeglądania niektórych stron, które usprawniają współpracę z (głównie komercyjnymi) programami zewnętrznymi (osadzanymi w przeglądarce) bądź oferują wyświetlanie treści nieobsługiwanych natywnie przez przeglądarkę. Przykłady to: Flash Player, Adobe Acrobat, QuickTime czy RealPlayer. Wtyczki instaluje się również bezpośrednio ze stron Mozilli lub po kliknięciu w odpowiedni odnośnik na stronach (zastępujący miejsce, którego bez danego dodatku nie można wyświetlić).

## Lokalizacje Firefoksa
Mozilla Foundation stara się dotrzeć do jak największej grupy użytkowników i chętnie przyjmuje nowe zespoły lokalizacyjne, nawet jeśli chodziłoby o dialekty lub gwarę.
Firefox posiada wersję w 99 różnych językach.
Poprzez używanie zewnętrznych plików zawierających przetłumaczone polecenia, proces tłumaczenia odbywa się bez ingerencji w kod programu, a do edycji plików *.dtd (w których zawarte jest tłumaczenie) wystarczy zwykły edytor tekstowy.
Oficjalnymi, polskimi lokalizacjami Firefoksa zajmuje się zespół Aviary.pl. Grupa, która rozpoczęła działalność w marcu 2004, od września 2004 odpowiada za przygotowanie spolonizowanych wersji produktów takich jak Firefox czy klient poczty Thunderbird.
Polskie wersje produktów Mozilli są, oprócz języka interfejsu i drobnych zmian (strona główna, zakładki), identyczne z wyjściowym produktem – fundacja Mozilla zabrania wydawania pod jej marką skompilowanych wersji kodu różniącego się od wersji oryginalnej.

## Odbiór

### Liczba pobrań i udział w rynkach
Źródła ze stron marketingowych fundacji Mozilla podają, że przeglądarka Firefox, wydana 9 listopada 2004, została pobrana milion razy w ciągu 24 godzin od premiery. W ciągu 99 dni od tej daty pobrano ją 25 milionów razy, 29 kwietnia 2005 została pobrana 50-milionowa kopia programu, natomiast 19 października 2005 ogłoszono pobranie 100-milionowej kopii programu. Dane te uwzględniają tylko oficjalne strony Mozilli i nie biorą pod uwagę na przykład pakietów Firefoksa w dystrybucjach Linuksa.
| Data                 | Liczba dni od premiery | Liczba pobrań (w milionach) |
| -------------------- | ---------------------- | --------------------------- |
| 10 listopada 2004    | 1 dzień                | 1                           |
| 16 lutego 2005       | 99 dni                 | 25                          |
| 29 kwietnia 2005     | 171 dni                | 50                          |
| 26 lipca 2005        | 259 dni                | 75                          |
| 19 października 2005 | 344 dni                | 100                         |
| 3 marca 2006         | 479 dni                | 150                         |
| 31 lipca 2006        | 629 dni                | 200                         |
| 11 listopada 2006    | 732 dni                | 250                         |
| 12 lutego 2007       | 825 dni                | 300                         |
| 7 września 2007      | 1032 dni               | 400                         |
| 21 lutego 2008       | 1199 dni               | 500                         |
| 3 listopada 2008     | 1464 dni               | 700                         |

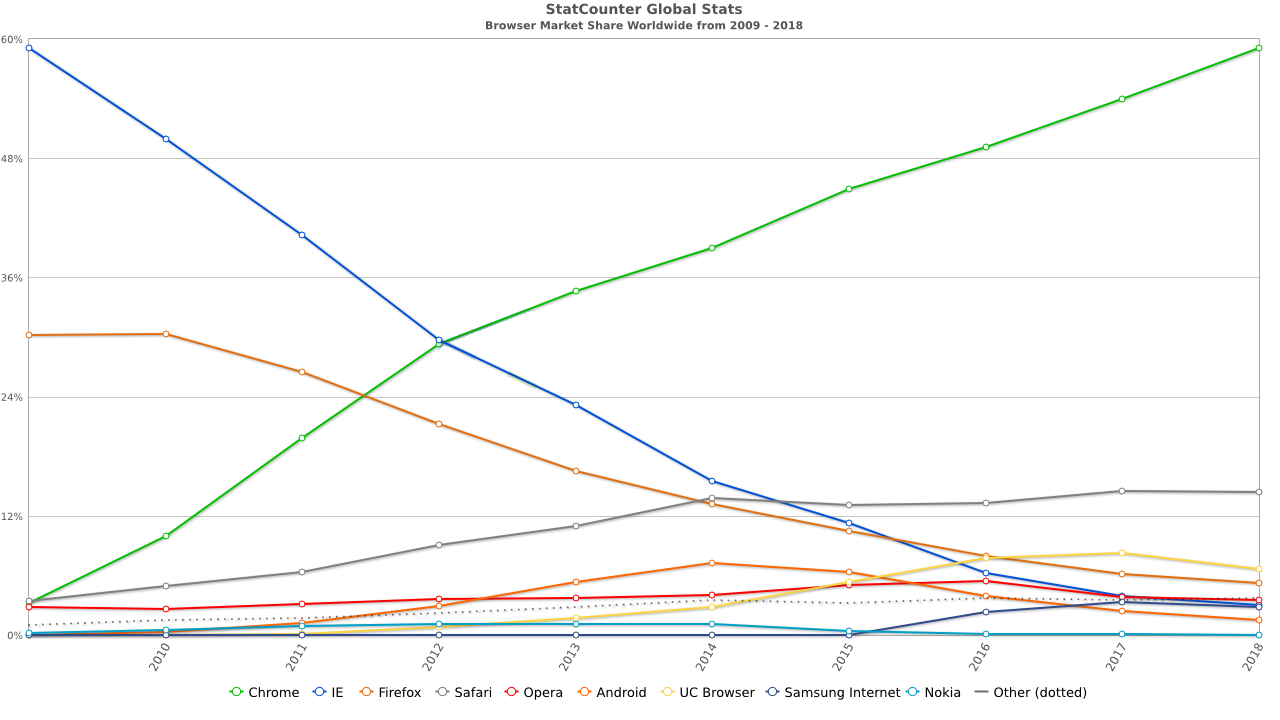
Udział przeglądarek internetowych w latach 2009–2018 wg serwisu StatCounter

Udziały Firefoksa w Polsce w latach 2002–2010 wg serwisu Ranking.pl

Udział przeglądarek internetowych na świecie wśród użytkowników komputerów PC przedstawia się następująco (dane z marca 2020 według serwisu StatCounter):
1. Google Chrome – 68,11%
2. Firefox – 9,25%
3. Safari – 8,93%
4. Microsoft Edge – 4,56%
5. Internet Explorer – 3,77%

Udział przeglądarek internetowych w Europie wśród użytkowników komputerów PC przedstawia się następująco (dane z marca 2020 według serwisu StatCounter):
1. Google Chrome – 61,91%
2. Firefox – 13,31%
3. Safari – 10,15%
4. Microsoft Edge – 5,64%
5. Opera – 3,59%

Udział przeglądarek internetowych w Polsce wśród użytkowników komputerów PC przedstawia się następująco (dane z marca 2020 według serwisu StatCounter):
1. Google Chrome – 57,41%
2. Firefox – 22,69%
3. Opera – 9,64%
4. Microsoft Edge – 4,49%
5. Safari – 3,24%

### Nagrody i wyróżnienia
- laureat konkursu Webware 100, czerwiec 2007[105]
- laureat plebiscytu na 100 najlepszych produktów roku 2007, PC World, Maj 2007[106]
- wybór redaktorów magazynu PC Magazine, październik 2006
- wybór redaktorów CNET, październik 2006[107]
- laureat plebiscytu na 100 najlepszych produktów roku 2006, PC World, czerwiec 2006[108]
- nagroda Technical Excellence Award w kategorii Software and Development Tools, przyznana przez PC World, styczeń 2006[109]
- najlepszy produkt roku według PC Magazine, grudzień 2005
- nagroda dla najlepszego oprogramowania roku 2005, przyznana przez UK Usability Professional’s Association, listopad 2005[110]
- najlepszy produkt roku 2005, PC World, czerwiec 2005[111]
- nagroda Best of the Web magazynu Forbes, maj 2005
- innowacja roku w dziedzinie oprogramowania, nagroda przyznana przez Professionell, 2004/2005

Zestawienie wszystkich nagród i wyróżnień dostępne są na stronie Mozilla Awards.

### Spread Firefox
Fundacja Mozilli jako organizacja niekomercyjna ma ograniczone środki do promocji Firefoksa na świecie. Z drugiej jednak strony Mozilla Corporation (wspierająca finansowo Fundację) może w dowolny sposób zabiegać o pieniądze od sponsorów (co udaje jej się z niezłym skutkiem). Aby zapewnić dobrą reklamę dla swojego produktu, uruchomiona została kampania Spread Firefox (w wolnym tłumaczeniu Szerz Firefoksa). Społeczność tysięcy entuzjastów przeglądarki dąży pod tym hasłem do jej jak najszerszego rozpowszechnienia na świecie. Serwis internetowy kampanii został uruchomiony 14 września 2004.
Entuzjaści Firefoksa stworzyli wiele materiałów promocyjnych – począwszy na bannerach, poprzez plakaty, hasła, ikony, awatary, tapety, skończywszy na sygnaturkach oraz gotowych treściach wiadomości e-poczty przeznaczonych do organizacji, szkół, kafejek internetowych itp.

#### Dzień Pobierania – rekord Guinnessa
Z okazji wydania trzeciej wersji Firefoksa (17 czerwca 2008) Mozilla zorganizowała Dzień Pobierania, w czasie którego zaplanowano ustanowienie rekordu Guinnessa w liczbie pobrań programu komputerowego w ciągu 24 godzin po jego oficjalnym opublikowaniu. Strona akcji oferowała możliwość deklaracji chęci pobrania Firefoksa w Dniu Pobierania. Opublikowano przyciski partnerskie, które można umieszczać na swojej stronie, blogu lub stronie w serwisie społecznościowym, takim jak Facebook czy Grono.net. Rozpoczęcie dnia pobierania zaplanowano na 17 czerwca 2008, na godzinę 19.00 czasu polskiego, jednak z powodu awarii serwerów (spowodowanej ich przeciążeniem) start opóźnił się o ponad godzinę. Dzień Pobierania zakończył się o 20:16 (czasu polskiego). W ciągu doby przeglądarkę pobrało ponad 8 mln osób, ustanawiając rekord Guinnessa. Dnia 19 czerwca o godzinie 8:00 liczba pobrań Firefoksa 3 przekroczyła 10 190 000 ściągnięć – pobrania wykonane po godzinie 20:16 dnia 18 czerwca nie są już jednak wliczane do ewentualnego rekordu.
W czasach dominacji Internet Explorera na rynku przeglądarek, wiele stron było pisanych wyłącznie z myślą o produkcie Microsoftu. Firefox (podobnie jak inne nowoczesne przeglądarki) w znacznym stopniu spełnia standardy organizacji W3C, dotyczące obsługi technologii internetowych. Microsoft – producent Internet Explorera – korzystając z dominującej przewagi na rynku, wprowadził sporo własnych rozwiązań, które nie są standardami, a ponadto zawierają dużo błędów w obsłudze, np. standardów CSS. Z tego powodu alternatywne przeglądarki nie są w stanie wyświetlić poprawnie witryny, która jest – de facto – napisana błędnie, bądź korzysta z niestandardowych rozwiązań. Wprowadzenie na rynek Firefoksa uwypukliło ówczesną złą jakość kodu wielu stron, ponieważ przeglądarka Mozilli jest zgodna ze standardami, do których niedostosowany był Explorer w wersji 6 (a także w późniejszej wersji 7). Istnieje też możliwość zainstalowania rozszerzenia dla Firefoksa, które powoduje uruchamianie wybranych stron w Internet Explorerze.
W obecnych wersjach Firefox bez rozszerzeń nie ma wielu możliwości, np. używania tzw. gestów myszy. Większość z tych braków wynika z polityki Mozilla Foundation oraz obranej grupy docelowej, którą są zwykli, niekoniecznie zaawansowani użytkownicy komputerów. Firefox jest znacznie bardziej uproszczony pod względem konfiguracji (wiele zaawansowanych opcji jest dostępnych jedynie poprzez ręczną edycję wpisów w about:config, po zainstalowaniu rozszerzenia Configuration Mania, albo też poprzez ręczną edycję plików tekstowych), niż Mozilla Suite i SeaMonkey. W założeniu przeglądarka zaraz po zainstalowaniu ma mieć tylko to, co jest niezbędne do wygodnego przeglądania stron internetowych. Dla użytkowników, którzy oczekują dodatkowej funkcjonalności, przeznaczone są rozszerzenia.

### Mozilla a Google
Korporacja Mozilla jest pod pewnymi względami blisko związana z przedsiębiorstwem Google. W 2005 łączne dochody Fundacji Mozilla ze wszystkich źródeł wyniosły 52,9 miliona dolarów, z czego blisko 95% pochodziło od producenta tej popularnej wyszukiwarki. W 2006 roku Fundacja i Korporacja Mozilla miały łączne dochody w wysokości 66,9 miliona dolarów, z czego ok. 90 procent pochodziło od Google.
Z kolei w 2007 roku dochody te wyniosły 75 milionów dolarów, z czego 88 procent tej sumy (czyli 66 milionów) pochodziło od Google.
W 2008 roku łączne dochody stanowiły 78,6 miliona dolarów, z czego 91 procent tej sumy pochodziło od Google.
Fundacja/Korporacja Mozilla jest w trakcie sprawdzania przez Internal Revenue Service (odpowiednik polskiej administracji skarbowej) i według niektórych obserwatorów jej formalny status jako organizacji niedochodowej stoi pod znakiem zapytania.
Google zatrudnia też niektórych developerów pracujących nad Firefoksem.
Część krytyków zauważa, że sytuacja ta prowadzi do potencjalnych konfliktów interesów: Google jest też domyślną wyszukiwarką ustawioną w tej przeglądarce i od wersji 2.0 programu Firefox, jedynym obsługiwanym dostawcą danych dla wbudowanej i domyślnie włączonej ochrony antyphishingowej. Od wersji Firefoksa 3 – oprócz „ochrony antyphishingowej” – funkcjonuje także domyślnie włączona „ochrona przed malwarem”, także opierająca się na protokole oraz danych pochodzących od Google.
Począwszy od Firefoksa 3.5 przeglądarka ma wbudowany mechanizm geolokalizacji, opierający się na danych wymienianych z Google.
15 grudnia 2008 Google przestało umieszczać w pakiecie Google Pack Firefoksa, umieszczając na jego miejscu Google Chrome.
Przedsiębiorstwo argumentuje to działanie chęcią wypromowania swojej przeglądarki.
W listopadzie 2014 Mozilla ogłosiła pięcioletnie porozumienie z Yahoo, które ma na celu oferowanie amerykańskim użytkownikom Firefoxa wyszukiwarki Yahoo jako domyślnej.